# WrestleMania III
WrestleMania III – trzecia edycja gali pay-per-view WrestleManii, która została wyprodukowana przez World Wrestling Federation. Gala miała miejsce 29 marca 1987 na Pontiac Silverdome w Pontiac w Michigan.
Gala jest głównie znana z tego, że pobiła rekord w ilości fanów na stadionie otwartym w Ameryce – 93 173. Gala jest określana jako szczyt wzrostu popularności wrestlingu w latach 80.. Rekord ten został pobity 14 lutego 2010 gdzie odbyło się NBA All-Star Game. Na Cowboys Stadium pojawiło się 108 713 fanów. Dopiero w 2016, na WrestleManii 32 pojawiło się więcej, bo aż 101 763 widzów, bijąc rekord w federacji po prawie trzydziestu latach. Federacja wygenerowała zyski w wysokości 1.6 miliona dolarów z samej sprzedaży biletów. Prawie milion fanów obejrzało galę w 160 telewizjach przemysłowych w północnej Ameryce. Szacunkowa ilość oglądających przez pay-per-view wynosi kilka milionów ludzi i przychody z nadawania PPV wynoszą 10.3 milionów dolarów, bijąc rekord w owym czasie.

## Przygotowania
Tak samo jak w przypadku poprzednich edycji WrestleManii, WrestleMania III była reklamowana kilka miesięcy z wyprzedzeniem. W głównej rywalizacji występowali André the Giant i Hulk Hogan. André odwrócił się przeciwko swojemu przyjacielowi, WWF Championowi Hoganowi. Kiedy to Hogan otrzymał trofeum za bycie posiadaczem tytułu od trzech lat, André, jego dobry przyjaciel, przyszedł i gratulował zdobycia nagrody. Krótko potem, André zdobył znacząco mniejsze trofeum za bycie „niepokonanym w WWF przez 15 lat” i Hogan przyszedł do ringu pogratulować, lecz André był widocznie niezachwycony i podczas przemowy Hogana opuścił ring. Niedługo później podczas edycji talk-segmentu Piper's Pit, Bobby Heenan, długoletni rywal Hogana, został nowym menadżerem André. André wtedy wyzwał Hogana do stoczenia pojedynku o tytuł na WrestleManii III i zaatakował Hogana, rwąc jego koszulkę i naszyjnik.
Inną główną rywalizacją zmierzającą na galę była pomiędzy Ricky Steamboatem i WWF Intercontinental Championem Randym Savage'em. Ich rywalizacja rozpoczęła się podczas pojedynku o tytuł pomiędzy tą dwójką, kiedy to Savage zaatakował Steamboata witającego się z fanami wokół ringu. Savage popchnął Steamboata przez barierkę ochronną i wykonał elbow shota na gardło Steamboata, a po chwili zrzucił dzwon ringowy na gardło z górnej liny, kontuzjując jego krtań, przez co Steamboat został wysłany do szpitala. To rozpoczęło długą i gorzką rywalizację, która trwała sześć miesięcy, zawierając kilka krwawych pojedynków i ostatecznie miała mieć zakończenie na WrestleManii. George „The Animal” Steele zawsze towarzyszył Steamboatowi, zaś Savage'owi towarzyszyła jego żona, Miss Elizabeth.
Rywalizacja Billy’ego Jacka Haynesa i Hercules Hernandeza rozpoczęła się, gdy Bobby Heenan drażnił Haynesa, mówiąc mu, że to Hercules jest prawdziwym mistrzem ruchu full nelson; doprowadziło to do ataku Herculesa na Haynesa na Superstars of Wrestling i ostatecznie do walki na WrestleManii. Walka była reklamowana jako „Full Nelson Challenge”.
Kolejną rywalizacją zmierzającą na galę była pomiędzy Harley Racem i Junkyard Dogiem. Kiedy to po The Wrestling Classic postanowiono utworzyć turniej King of the Ring, Harley Race wygrał cały turniej i zaczął się określać jako „King” Harley Race, wchodząc do ringu z królewską koroną i peleryną przy klasycznej muzyce. Po zdobyciu każdego ze zwycięstw, Race wymagał od przeciwnika pokłonu przed nim. Czasami, menadżer Race'a, Bobby Heenan, ciągnął za włosy rywala i zmuszał do wykonania tej czynności. Junkyard Dog zaprotestował o byciu Race'a jako samozwańczy monarcha WWF, co doprowadziło do walki na Saturday Night's Main Event, gdzie król i menadżer próbowali zmusić Junkyard Doga do wykonania pokłonu. Ostatecznie doprowadziło to do walki na WrestleManii ze stypulacją, iż przegrany będzie musiał wykonać pokłon wygranemu.
26 stycznia 1987, The British Bulldogs stracili WWF Tag Team Championship na rzecz The Hart Foundation w walce, gdzie Dynamite Kid z kontuzją pleców musiał być zaniesiony do ringu przez Davey Boy Smitha i nie brał fizycznie udziału w walce. Danny Davis był sędzią i zezwalał na nielegalne ruchy drużynowe. Po otrzymaniu przerwy od występów, Bulldogs później kontynuowało rywalizację z The Hart Foundation, gdzie wraz z Tito Santaną zmierzyli się przeciwko Hartom i sędziemu Dannym Davisem w sig-man tag team matchu na WrestleManii III. Walka została określona jako revenge match, gdyż Santana wcześniej miał problemy z Davisem, gdzie będąc sędzią, pomógł Randy'emu Savage zdobyć tytuł Intercontinental.
Piosenkarz rockowy i obywatel Detroit Alice Cooper towarzyszył Jake'owi Robertsowi przy narożniku podczas meczu z The Honky Tonk Manem. The Honky Tonk Man zaatakował swoją gitarą Robertsa podczas segmentu The Snake Pit, co doprowadziły do (storyline'owej) kontuzji karku Robertsa. Wydarzenie to zapoczątkowało faceturn Robertsa i ich walkę na WrestleManii.
Rywalizacja pomiędzy Adrianem Adonisem i Roddy Piperem rozpoczęła się, gdy podczas przerwy od występów Pipera, Adonis rozpoczął swój segment pod nazwą The Flower Shop, które było parodią Piper's Pit. Piper, który powrócił jako face, przez tygodnie dewastował segment Adonisa, co zakończyło się atakiem na jego osobę na jednym z Piper's Pit przez Adonisa, byłego ochroniarza Pipera – Boba Ortona oraz Dona Muraco. Wymieniona trójka pomalowała usta Pipera na czerwono i pozostawiła go samego wokół zniszczonej scenografii segmentu. W odpowiedzi, Piper kijem baseballowym zniszczył scenografię talk-showu Adonisa. Doprowadziło to do Hair vs. Hair matchu na WrestleManii III, które było ostatnią walką Pipera przed przejściem na emeryturę i zostaniem aktorem filmowym.

## Gala
| Rola:                    | Osoba:                                                       |
| ------------------------ | ------------------------------------------------------------ |
| Komentator               | Mary Hart (6-osobowy tag team match)                         |
| Komentator               | Bobby Heenan (Rougeaus/Dream Team match)                     |
| Komentator               | Gorilla Monsoon                                              |
| Komentator               | Bob Uecker (Mixed Tag Team Match i 6-osobowy tag team match) |
| Komentator               | Jesse Ventura                                                |
| Przeprowadzający wywiady | Mary Hart                                                    |
| Przeprowadzający wywiady | Vince McMahon                                                |
| Przeprowadzający wywiady | Gene Okerlund                                                |
| Przeprowadzający wywiady | Bob Uecker                                                   |
| Konferansjer             | Howard Finkel                                                |
| Konferansjer             | Bob Uecker                                                   |
| Sędziowie                | John Bonello                                                 |
| Sędziowie                | Dave Hebner                                                  |
| Sędziowie                | Jack Kruger                                                  |
| Sędziowie                | Jack Lutz                                                    |
| Sędziowie                | Joey Marella                                                 |
| Chronometrażysta         | Mary Hart                                                    |
| Menadżer                 | Alice Cooper (w narożniku Jake’a Robertsa)                   |
| Wokalista                | Aretha Franklin                                              |

Vince McMahon na sam początek wita zgromadzoną publikę krzycząc „Welcome to WrestleMania III” i informuje publikę, że poczuł ducha swojego ojca, Vincena J. McMahona, który zmarł trzy lata wcześniej i był ówczesnym właścicielem korporacji. Następnie przedstawił Arethę Franklin, która otworzyła show, wykonując „America the Beautiful”.
Pierwszą walką owej nocy było The Can-Am Connection kontra Bob Orton i The Magnificent Muraco (w/ Mr. Fuji). Walka zakończyła się, gdy Rick Martel wykonał Muraco high cross-body, a po chwili Martel wykonał, co Gorilla Monsoon nazwał, „A little schoolboy trip from behind”, co dało zwycięstwo drużynie.
W następnej walce zmierzyli się Hercules (w/ Bobby Heenan) i Billy Jack Haynes w „Full Nelson Challenge”. Mecz się zakończył, gdy Haynes wykonał full nelson na Herculesie poza ringiem i obaj zostali odliczeni. Po walce, Bobby Heenan zaatakował Haynesa od tyłu, po czym Heynes zaczął gonitwę za Heenanem z powrotem do ringu, gdzie Hercules kilkukrotnie zaatakował rywala łańcuchem i zapinając full nelson.
Następną walką był Mixed Tag Team match, gdzie zmierzył się King Kong Bundy i jego drużyna karłów (Lord Littlebrook i Little Tokyo) przeciwko Hillbilly Jimmy'emu i jego drużynie karłów (The Haiti Kid i Little Beaver). Drużyna King Kong Bundy’ego została zdyskwalifikowana, gdy Bundy zaatakował Little Beavera, ponieważ Bundy nie mógł walczyć przeciwko karłom.
"Loser Must Bow” match pomiędzy Junkyard Dogiem i Harleyem Race (w/ Bobby Heenan i The Fabulous Moolah) był następny. Przed walką, Gene Okerlund przeprowadził wywiad z Heenanem, Racem i Moolah na backstage'u, gdzie Moolah przewidywała, iż Junkyard Dog będzie musiał złożyć pokłon Harleyowi. Bobby dał Moolah koronę i powiedział jej, żeby założył ją Race'owi po meczu, „As only the Queen of Wrestling can do”. Junkyard Dog wszedł do ringu przy wielkiej owacji publiczności w Silverdome. Podczas walki, dwójka atakowała się naprzemiennie, lecz Race próbował wykonał headbutt na Dogu, co jednak mu się nie udało. Następnie Race zebrał w sobie na tyle sił, aby wykonać belly to belly suplex, podczas gdy Junkyard Dog był rozproszony przez Heenana, co dało mu zwycięstwo. Poprzez stypulację, Dog wykonał mały ukłon i po chwili zaatakował Harleya stalowym krzesełkiem, a następnie zabrał królewski płaszcz i opuścił ring z owacją na stojąco.
Kolejną walką był tag team match, gdzie The Dream Team (w/ Luscious Johnny V i Dino Bravo) zmierzyli się przeciwko The Fabulous Rougeaus. Raymond Rougeau rozpoczął mecz walcząc z Brutusem Beefcake. Później zamienili się z partnerami i Greg Valentine pojedynkował się z Jacques’em Rougeau, a Bravo przyglądał się na walkę poza ringiem. Raymond wykonał sleeper hold na Valentine, a Beefcake wspiął się na narożnik i przypadkowo zaatakował partnera poprzez double axe handle. The Rougeau Brothers wykonali na Valentine ruch drużynowy, lecz sędzia kłócił się z Brutusem. Walka się zakończyła, gdy Dino Bravo wszedł do ringu i zaatakował Raymonda przypinającego Valentine'a, co Greg wykorzystał i zdobył przypięcie. The Dream Team przez większość walki kłóciło się między sobą, przez co Greg Valentine i Dino Bravo odeszli z ringu sami, bez Beefcake'a.
Nagranie z wywiadem z Roddy Piperem zostało wyświetlone, gdy Piper wychodził do ringu by zmierzyć się z Adrianem Adonisem, któremu towarzyszył Jimmy Hart, w retirement matchu. Piper i Adonis rozpoczęli walkę atakując się nawzajem paskiem Pipera. Adonis wykonał sleeper hold na Piperze w środku ringu i przerwał chwyt myśląc, że wygrał mecz. Kiedy Jimmy Hart wszedł do ringu celebrować z Adonisem, Brutus Beefcake wszedł do ringu aby pomóc Piperowi, a po chwili Piper zaatakował Adonisa i wykonał swój sleeper hold. Piper zdobył zwycięstwo i po skończeniu meczu, Brutus wszedł ponownie do ringu i obciął włosy Adonisa, podczas gdy Piper przytrzymywał Jimmy’ego Harta. Po oprzytomnieniu przez Beefcake'a i widząc siebie w lusterku, Adonis zniszczył owo lusterko i zaczął gonić Pipera wokół ringu dopóki nie opuścił areny będąc skrępowanym wraz z Hartem, który użył swojej kurtki do zasłonięcia głowy Adonisa.
Następną walką był sześcioosobowy tag team match, gdzie zmierzyli się były sędzia Danny Davis (w jego debiucie jako wrestler WWF) i WWF Tag Team Champions, The Hart Foundation przeciwko The British Bulldogs i Tito Santanie. The Bulldogs miało wiele near-falli, lecz Jim Neidhart często ratował sytuację. Po tym, jak Bulldogs i Santana otoczyli Davisa, cała szóstka zaczęła brawl w ringu. Danny Davis wziął megafon Jimmy’ego Harta i zaatakował Davey Boy Smitha, a następnie przypiął i zdobył zwycięstwo dla drużyny.
W następnej walce miał miejsce debiut na pay-per-view Butch Reeda, który zmierzył się z Koko B. Warem. Reed zwyciężył wykonując rollup po wysokim cross-body od Koko. Po walce, menadżer Reeda, Slick wszedł do ringu i zaatakował Koko B. Ware'a swoim kijkiem, lecz Tito Santana szybko wszedł do ringu i powstrzymał Slicka, niszcząc jego odzież. Slick wycofał się, lecz Reed powrócił do ringu tylko po to, aby otrzymać double dropkick od Koko i Santany.
Następną walką był title match o WWF Intercontinental Champion, gdzie posiadacz pasa, Randy Savage (w/ Miss Elizabeth) zmierzył się z Ricky Steamboatem (w/ George Steele). Mecz trwał niespełna piętnaście minut. W pewnym momencie, Savage chciał użyć dzwonu ringowego jako broni, lecz został zatrzymany przez Steele’a, który znkokautował go z górnej liny narożnika. Kiedy Savage próbował wymierzyć scoop slam na Steamboacie, Ricky skontrował to w small package i zdobył zwycięstwo, a także został nowym WWF Intercontinental Championem, zaznaczając przy tym pierwszą zmianę mistrza IC w historii WrestleManii Walka ta jest uznawana przez wielu za jedną z najlepszych w historii WWE.
W dziesiątek walce zmierzyli się The Honky Tonk Man (w/ Jimmy Hart) i Jake Roberts, który na arenie był wraz ze swoim pytonem „Damienem” i Alice Cooper w jego narożniku. Kiedy Jake przygotowywał się do wymierzenia DDT, Jimmy Hart chwycił za nogi Robertsa i Honky Tonk Man przewrócił Jake’a i trzymając się za liny, przypiął go zwyciężając mecz. Po walce, Honky chciał zaatakować Jake’a swoją gitarą, lecz spudłował i trafił w narożnik, przez co będąc w nieciekawej sytuacji postanowił uciec z ringu, zostawiając Harta samego. Alice Cooper wszedł do ringu i wraz z Robertsem zaatakowali Harta wymierzając Full Nelson i wypuszczając Damiena w stronę Jimmy’ego.
Howard Finkel przedstawił Gene Okerlunda publice. Ten zaś poinformował o rekordzie ilości fanów na stadionie, który wyniósł 93 173 osób.
The Iron Sheik i Nikolai Volkoff (w/ Slick) walczyli w kolejnym meczu przeciwko The Killer Bees. Slick nakazał wszystkim fanom okazanie szacunku przy śpiewaniu Hymnu Związku Socjalistycznych Republik Radzieckich przez Nikolai Volkoffa. Kiedy Volkoff zaczął śpiewać, Jim Duggan wszedł do ringu z jego deską, do której przyczepiona była Amerykańska flaga, wziął mikrofon i powiedział, że nie będzie odśpiewywał hymnu. Podczas meczu, Duggan stał tuż obok ringu. Kiedy The Iron Sheik zapiął camel clutch na Jimie Brunzellu, Duggan, który gonił za Volkoffem wokół ringu i w końcu w środku ringu, zatrzymał się i zaatakował swoją deską Sheika na oczach sędziego, przez co Sheik i Volkoff wygrali przez dyskwalifikację.
W walce wieczoru, która była określana jako „biggest main event in sports entertainment”, WWF Champion Hulk Hogan bronił tytułu przeciwko André'owi the Giant (w/ Bobby Heenan). Howard Finkel przedstawił specjalnego konferansjera, Boba Ueckera, a także specjalną chronometrażystkę, Mary Hart. Fani mocno buczeli na André i rzucali w niego oraz Heenana różnymi śmieciami. W przeciwieństwie do nich, Hogan wszedł do ringu z wielką owacją. Dwie minuty po rozpoczęciu meczu, Hogan spróbował wykonać bodyslam na André, lecz nie był w stanie podnieść The Gianta i prawie przegrał walkę, kiedy André upadł na niego i próbował go przypiąć. Po wymianie przewag, André wykonał Hoganowi Irish whip i próbował wykonać big boota na Hoganie, lecz Hogan skontrował clotheslinem, przez co gigant po raz pierwszy w meczu upadł. Następnie Hogan nabrał sił (tzw. „Hulked up”) i wykonał scoop slam na ważącym 240 kg Gigancie, a także odbijając się od lin wykonał jego opatentowany ruch, czyli leg drop i przypiął André zwyciężając mecz i zachowując tytuł.

## Wydarzenia po gali
Roddy Piper wziął przerwę od występów w federacji i wziął udział w filmie Hell Comes to Frogtown i The Live i sporadycznie brał udział w telewizji, aż w końcu wrócił by poprowadzić Piper's Pit na WrestleManii V. Piper kontynuował bycie aktywnym w profesjonalnym wrestlingu przez ponad dwie dekady. Pierwsza telewizyjna walka pomiędzy Andre i Hulkiem Hoganem po WrestleManii III zorganizowana była na The Main Event na NBC 5 lutego 1988, odnosząc rekord 33-milionowej widowni – walka była najbardziej oglądalnym pojedynkiem w historii profesjonalnego wrestlingu. Angle otaczającym ten mecz było to, iż Andre pokonał Hulka (kończąc jego czteroletnie panowanie jako WWF Champion) za pomocą nieczystej końcówki, w której brali udział sędziowie bliźniacy, Earl i Dave Hebner. Ich rywalizacja doprowadziła do rewanżu na WrestleManii IV jako część turnieju do ukoronowania nowego mistrza (obaj zostali zdyskwalifikowani za użycie stalowego krzesełka na oczach sędziego). Rewanż Hogan/Andre było pierwszym rewanżem w historii WrestleManii.
Randy Savage kontynuował pojedynkowanie się z Ricky Steamboatem o Intercontinental Championship w rewanżach na house shows. Steamboat stracił jednak tytuł w walce z The Honky Tonk Manem i niedługo po tym, Savage został babyfacem i rywalizował z Honky Tonk Manem o tytuł.
Dwadzieścia lat później, WrestleMania 23 została zorganizowana na cześć WrestleManii III ponownie w okolicach Detroit, pokazując nagrania z WrestleManii III. Na niej wystąpiła również Aretha Franklin („Who's Zoomin' Who?” od Franklin było motywem muzycznym WrestleManii III), która zaśpiewała „America the Beautiful”, a Kane wykonał scoop slam na The Great Khalim. WrestleMania 23 miała największą ilość wykupień w historii WrestleManii, dopóki nie została przebita przez WrestleManię XXVIII.
Również w 2007, WrestleMania III została ponownie wydana na DVD. Na DVD zawarto wywiady i mecze przed galą, w tym battle royal z Saturday Night's Main Event które wygrał Hercules i opcjonalne ciekawostki o gali.
WrestleMania III została raz jeszcze wydana na DVD 12 marca 2013.

## Recenzje
W lata po WrestleManii III, walka Savage vs. Steamboat została oceniona przez krytyków i innych wrestlerów jako jedna z najlepszych walk w profesjonalnym wrestlingu. Pro Wrestling Illustrated i Wrestling Observer Newsletter przyznało jej 1987's Match of the Year. IGN umieściło ją na szóstym miejscu w ich Top 20 walk w historii WrestleManii. Steamboat określił ten mecz jako „the moment in time that defined me as a wrestler"”. Thomas Golianopoulos z Complex Sports umieścił ją na miejscu drugim w ich liście 50 najlepszych walk w historii WrestleManii, mówiąc iż „Both guys worked lightning fast and everything from Steamboat's aggressiveness to the involvement of George „The Animal” Steele played off their past”. Obecna gwiazda WWE, David Otunga umieścił tę walkę w WWE.com's Five-Star Match of the Week z 19 grudnia 2012.
Walka Hogan vs. Andre otrzymała negatywne cztery gwiazdki od Dave’a Meltzera, a Wrestling Observer Newsletter nazwało to „Worst Worked Match of the Year”.
Po WrestleManii III zaczęły pojawiać się różne roszczenia o cytowaną frekwencję fanów na stadionie, która wyniosła 93 173 i pobiła światowy rekord frekwencji na otwartym stadionie, lecz na początku było to błędne i spodziewano się, że pojawiło się około 78 000 fanów. Było to bazowane na roszczeniach Dave Meltzera na podstawie zebranych informacji, że wrestlingowi promotorzy (w tym Vince McMahon) są znani z tego, żeby regularnie podwyższać liczby, które mają sprawić pozytywiejsze patrzenie na galę. Kiedy to WWF i Silverdome potwierdzało, że 93 173 jest poprawną liczbą, debata była kontynuowana wśród wielu wrestlingowych fanów, którzy dochodzą swoich racji do dziś. W 2008, korespondent Bleacher Report Jason Savage domniemał, że informacje które otrzymał Meltzer są fałszywe. Savage powiedział, że Silverdome, na którym mieściło się 80 311 siedzeń dla rozgrywek piłkarskich, mogło dodać w przybliżeniu 13 000 dodatkowych siedzeń dla gali. Savage również powiedział, że 93 173 jest prawdziwą liczbą, gdyż kilka miesięcy później papież Jan Paweł II otwiedził Silverdome, gdzie pojawiło się 93 682 osób.
Oficjalnie WrestleMania III jest na miejscu pierwszym pod względem największej frekwencji ze wszystkich gal federacji. Za nią jest WrestleMania 29 z 2013 roku, na której pojawiło się 80 676 osób, a także SummerSlam z 1992 roku, gdzie przybyło 80 355 fanów.

## Wyniki walk
| Nr                                 | Wyniki | Stypulacje                                        | Czas  |
| ---------------------------------- | --- | ------------------------------------------------- | ----- |
| 1                                  | The Can-Am Connection (Rick Martel i Tom Zenk) pokonali Boba Ortona i The Magnificenta Muraco (w/ Mr. Fuji)                                                            | Tag team match                                    | 05:37 |
| 2                                  | Billy Jack Haynes vs. Hercules (w/ Bobby Heenan) zakończyło się przez podwójne wyliczenie                                                                              | Singles match                                     | 07:44 |
| 3                                  | Hillbilly Jim, Haiti Kid i Little Beaver pokonali King Kong Bundy’ego, Little Tokyo i Lorda Littlebrooka poprzez dyskwalifikację                                       | Mixed tag team match                              | 03:25 |
| 4                                  | Harley Race (w/ Bobby Heenan i The Fabulous Moolah) pokonał Junkyard Doga                                                                                              | „Loser Must Bow” match                            | 04:22 |
| 5                                  | The Dream Team (Greg Valentine i Brutus Beefcake) (w/ Johnny Valiant i Dino Bravo) pokonali The Rougeau Brothers (Jacques’a Rougeau i Raymonda Rougeau)                | Tag team match                                    | 04:03 |
| 6                                  | Roddy Piper pokonał Adriana Adonisa (w/ Jimmy Hart) | Hair vs. Hair match                               | 06:14 |
| 7                                  | The Hart Foundation (Bret Hart i Jim Neidhart) i Dangerous Danny Davis (w/ Jimmy Hart) pokonali The British Bulldogs (Davey Boy Smitha i Dynamite Kida) i Tito Santanę | 6-man tag team match                              | 08:52 |
| 8                                  | Butch Reed (w/ Slick) pokonał Koko B. Ware'a | Singles match                                     | 03:39 |
| 9                                  | Ricky Steamboat (w/ George Steele) pokonał Randy’ego Savage’a (c) (w/ Miss Elizabeth)                                                                                  | Singles match o WWF Intercontinental Championship | 14:35 |
| 10                                 | The Honky Tonk Man (w/ Jimmy Hart) pokonał Jake’a Robertsa (w/ Alice Cooper)                                                                                           | Singles match                                     | 07:04 |
| 11                                 | The Iron Sheik i Nikolai Volkoff (w/ Slick) pokonał The Killer Bees (B. Brian Blaira i Jima Brunzella) przez dyskwalifikację                                           | Tag team match                                    | 05:44 |
| 12                                 | Hulk Hogan (c) pokonał André the Gianta (w/ Bobby Heenan) | Singles match o WWF Championship                  | 12:01 |
| (c) – mistrz/mistrzyni przed walką | |                                                   |       |